# Channallabes
Channallabes is een geslacht van straalvinnige vissen uit de familie van de kieuwzakmeervallen (Clariidae).

## Soorten
- Channallabes alvarezi (Roman, 1971)
- Channallabes apus (Günther, 1873)
- Channallabes longicaudatus (Pappenheim, 1911)
- Channallabes teugelsi Devaere, Adriaens & Verraes, 2007
- Channallabes ogooensis Devaere, Adriaens & Verraes, 2007
- Channallabes sanghaensis Devaere, Adriaens & Verraes, 2007